# Balapur
Balapur é uma cidade  no distrito de Akola, no estado indiano de Maharashtra.

## Geografia
Balapur está localizada a 19° 32′ N, 77° 24′ L. Tem uma altitude média de 425 metros (1394 pés).

## Demografia
Segundo o censo de 2001, Balapur tinha uma população de 39,493 habitantes. Os indivíduos do sexo masculino constituem 52% da população e os do sexo feminino 48%. Balapur tem uma taxa de literacia de 69%, superior à média nacional de 59.5%; com 55% para o sexo masculino e 45% para o sexo feminino. 17% da população está abaixo dos 6 anos de idade.